# Scopula latimarginaria
Scopula latimarginaria är en fjärilsart som beskrevs av George Francis Hampson 1891. Scopula latimarginaria ingår i släktet Scopula och familjen mätare. Inga underarter finns listade.